# Klaus-Peter Hildenbrand
Klaus-Peter Hildenbrand (né le 11 septembre 1952 à Dörrebach) est un athlète allemand spécialiste des courses de fond. Licencié à l'ASC Darmstadt, il mesure 1,81 m pour 70 kg.

## Carrière

### Palmarès
| Date | Compétition                    | Lieu     | Résultat | Épreuve             | Performance    |
| ---- | ------------------------------ | -------- | -------- | ------------------- | -------------- |
| 1975 | Championnats du monde de cross | Rabat    | 8e       | Course individuelle | 35 min 51 s    |
| 1976 | Jeux olympiques d'été          | Montréal | 3e       | 5 000 mètres        | 13 min 25 s 38 |

### Records
| Épreuve      | Performance    | Lieu | Date |
| ------------ | -------------- | ---- | ---- |
| 5 000 mètres | 13 min 13 s 69 |      | 1976 |